# 國立拉脫維亞歷史博物館

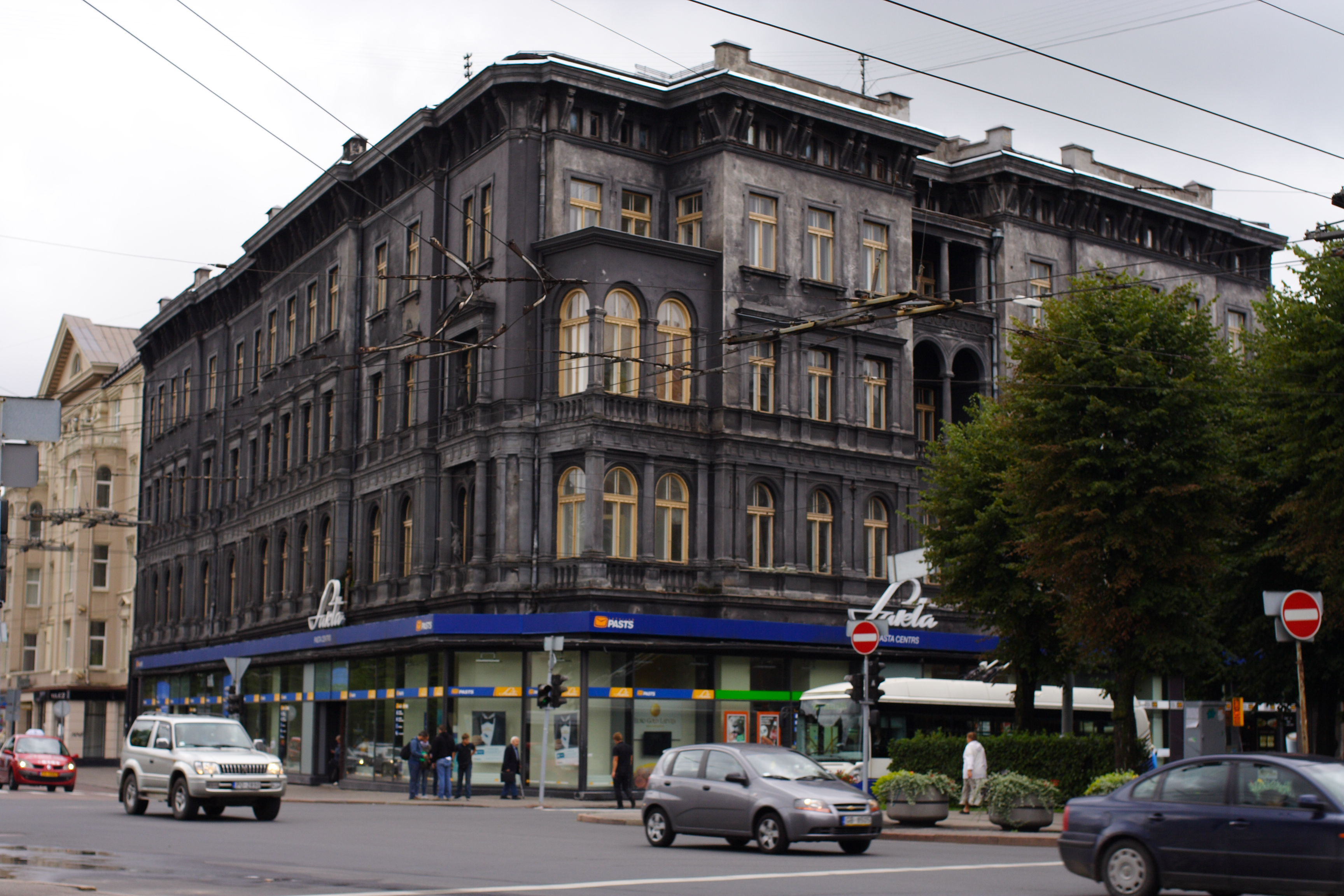

國立拉脫維亞歷史博物館是拉脫維亞的國家歷史博物館，位於拉脫維亞首都里加。

## 历史
國立拉脫維亞歷史博物館成立於1869年。自1920年以來，國立拉脫維亞歷史博物館就位於里加城堡之內。

## 外部連結
- Official site（页面存档备份，存于）